# Alatina moseri
Alatina moseri är en nässeldjursart som först beskrevs av Mayer 1906.  Alatina moseri ingår i släktet Alatina och familjen Alatinidae. Inga underarter finns listade i Catalogue of Life.